# El Ginestal
El Ginestal, o lo Ginestal, és una partida del terme municipal de la Torre de Cabdella, dins del seu terme primigeni, al Pallars Jussà.
Està situada al nord-est d'Espui i al sud-est de la Central de Cabdella, a l'esquerra del Flamisell, en els vessants de ponent de la Serra de la Mainera. Està delimitada al nord per barranc d'Arinyolo i al sud pel d'Aigüero. A migdia té la partida de lo Boixegal.
Rep el nom de la planta més abundosa en aquest lloc, la ginesta.